# Phaeochrous indicus
Phaeochrous indicus är en skalbaggsart som beskrevs av John Obadiah Westwood 1845. Phaeochrous indicus ingår i släktet Phaeochrous och familjen Hybosoridae. Inga underarter finns listade i Catalogue of Life.